# Rhinocypha
Genre
Rhinocypha est un genre d'insectes odonates (libellules) du sous-ordre des Zygoptera (demoiselles), et de la famille des Chlorocyphidae.

## Répartition
Ce genre de demoiselles se rencontre en Asie et en Océanie.

## Dénomination
Le genre Rhinocypha a été décrit par l'entomologiste français Pierre Rambur en 1842.

## Description
Les demoiselles du genre Rhinocypha sont ornées de couleurs brillantes or, azur, jaune et rouge.
Les yeux sont assez gros et assez proches ce qui rend la tête étroite. L'épistome est fortement renflé et saillant. La lèvre inférieure est divisée jusqu'à la base en deux parties triangulaires étroites et obtuses. Les palpes labiaux sont plus étroits que la lèvre inférieure avec un avant-dernier article beaucoup plus court. Ils présentent un angle interne prolongé et se terminent par deux épines ou une épine bifide. Le dernier article est grêle, filiforme et cylindrique et aussi court que le précédent.
Les pattes sont assez longues et finement ciselée avec les onglets des tarses non sensiblement divisés vers l'extrémité. La face inférieure des tibias est revêtue d'une membrane blanche.
Les ailes sont longues et assez étroites, avec un pterostigma, un peu pédicellées au bord postérieur n'allant pas jusqu'à la base. La partie humérale de l'aile est beaucoup plus courte que la partie radiale. 
L'abdomen est plus court que les ailes ou à peine plus long. Il est atténué à l'extrémité chez les mâles. 

## Publication originale
- Rambur, J. P. 1842. Histoire naturelle des insectes. Névroptères. Librairie Encyclopédique de Roret, 534 pages[2].

## Taxinomie
Liste des espèces,,.
- Rhinocypha albistigma Sélys, 1873
- Rhinocypha anisoptera Sélys, 1879
- Rhinocypha arguta Hämäläinen & Divasiri, 1997
- Rhinocypha aurofulgens Laidlaw, 1931
- Rhinocypha aurulenta Förster, 1903
- Rhinocypha chaoi Wilson, 2004
- Rhinocypha cognata Kimmins, 1936
- Rhinocypha colorata Hagen, 1869
- Rhinocypha cucullata Sélys, 1873
- Rhinocypha dorsosanguinea Lieftinck, 1961
- Rhinocypha drusilla Needham, 1930
- Rhinocypha frontalis Sélys, 1873
- Rhinocypha hageni Krüger, 1898
- Rhinocypha heterostigma Rambur, 1842
- Rhinocypha huai (Zhou & Zhou, 2006)
- Rhinocypha humeralis Sélys, 1873
- Rhinocypha ignipennis Sélys, 1879
- Rhinocypha latimacula Lieftinck, 1974
- Rhinocypha liberata Lieftinck, 1949
- Rhinocypha monochroa Sélys, 1873
- Rhinocypha moultoni Laidlaw, 1915
- Rhinocypha ogasawarensis Matsumura & Oguma, 1913
- Rhinocypha orea Hämäläinen & Karube, 2001
- Rhinocypha pagenstecheri Förster, 1897
- Rhinocypha pallidifrons Ris, 1927
- Rhinocypha peitho Hämäläinen, 2017[5]
- Rhinocypha pelops Laidlaw, 1936
- Rhinocypha phantasma Lieftinck, 1935
- Rhinocypha sanguinolenta Lieftinck, 1961
- Rhinocypha seducta Hämäläinen & Karube, 2001
- Rhinocypha selysi Krüger, 1898
- Rhinocypha spinifer Laidlaw, 1931
- Rhinocypha stygia Förster, 1897
- Rhinocypha sumbana Förster, 1897
- Rhinocypha taiwana Wang & Chang, 2013
- Rhinocypha tincta Rambur, 1842
- Rhinocypha trimaculata Sélys, 1853
- Rhinocypha turconii Sélys, 1891
- Rhinocypha uenoi Asahina, 1964
- Rhinocypha ustulata Brauer, 1867
- Rhinocypha viola Orr, 2002
- Rhinocypha watsoni van Tol & Rozendaal, 1995
- Rhinocypha xanthe Ris, 1927

## Galerie

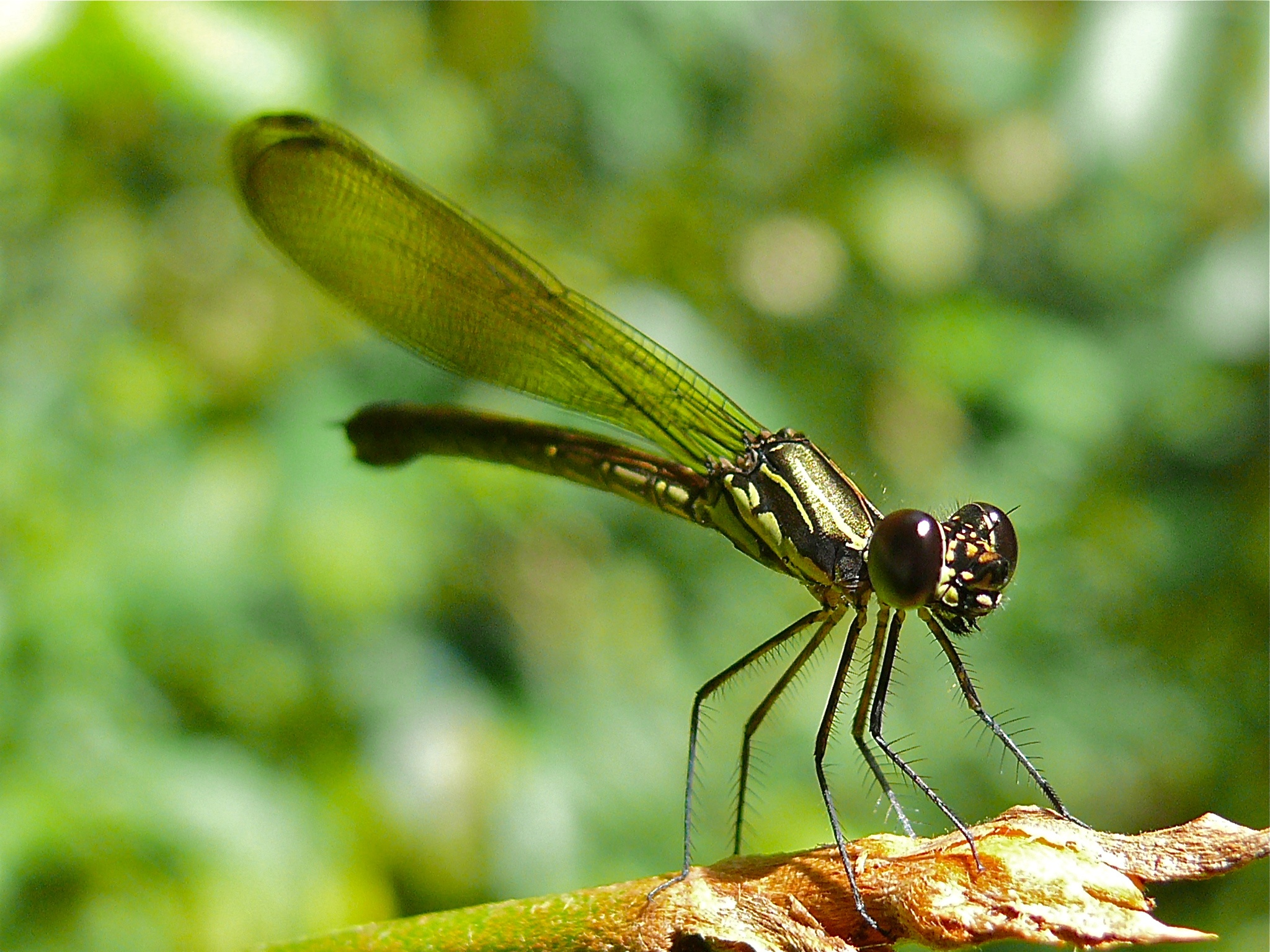
Rhinocypha aurofulgens
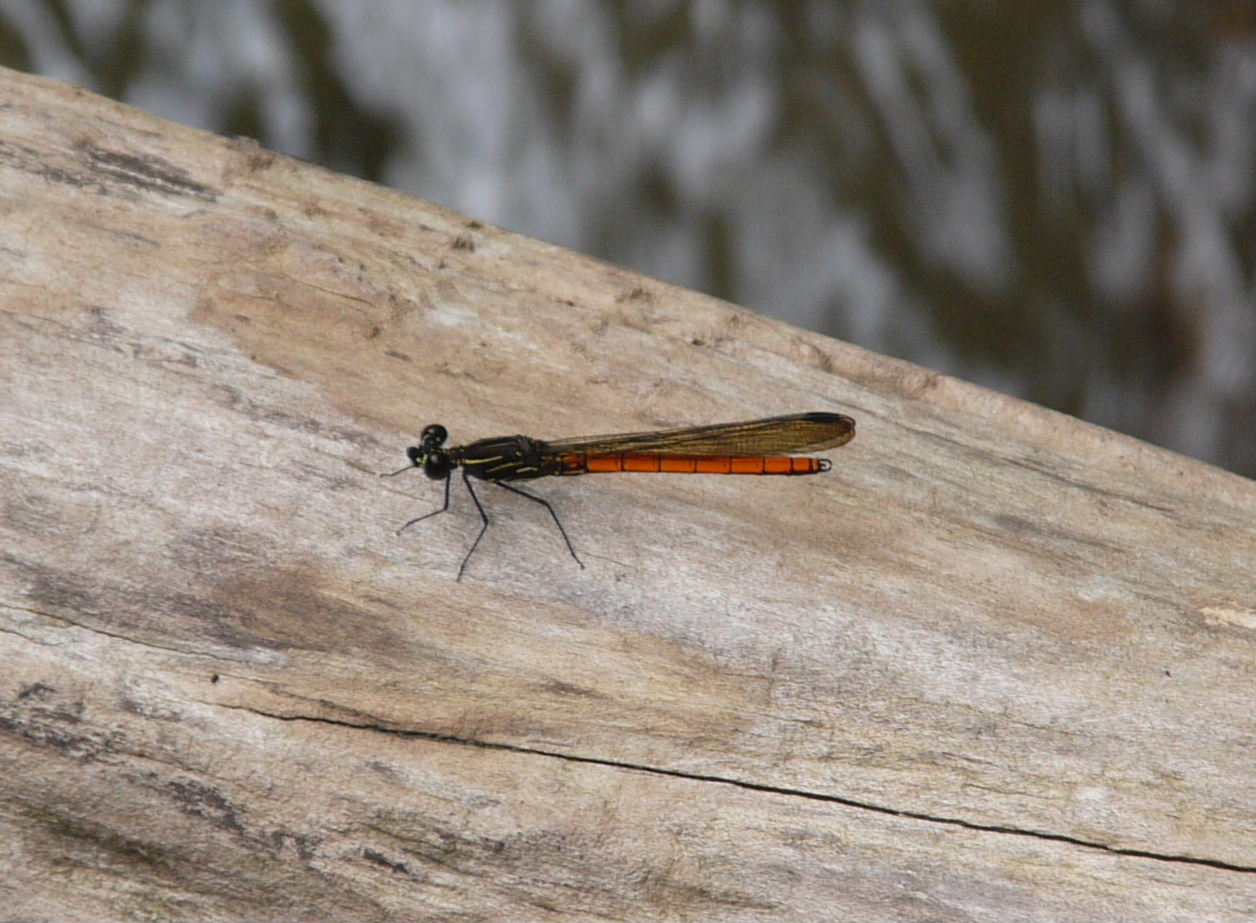
Rhinocypha uenoi